# Bandera de Coaña
La bandera de Coaña (Asturias), es rectangular. Su único color es el blanco, con el escudo del concejo centrado.
- Datos: Q5718496